# Аюб-Шах Дуррані
Аюб-Шах Дуррані — син Тимура-Шаха. Керував Афганістаном з 1819 до 1823 року. Втрата Кашміра за часів його правління відкрила новий розділ в історії Індії. У 1823 році його було скинуто та ув'язнено представниками династії Баракзаїв, що ознаменувало кінець правління династії Дуррані і крах Дурранійської держави. Пізніше Аюб-Шах вирушив до Пенджабу після викупу своєї свободи, де й помер у 1837 році.